# 영화 이론
영화 이론은 영화를 학술적으로 정의하는 이론을 말한다. 이 글은 이러한 이론을 나열하고 소개하는 글이다.

## 제7예술론
영화의 예술성을 이론적으로 처음 주장한 사람은 이탈리아인 리치오니 카뉴도(1879-1923)라 한다. 영화는 본질적으로 '빛의 펜'으로 그려지고 영상으로 만들어진 시각(視覺)의 드라마라고 그가 주장한 것은 1911년이었다. 그는 예술의 기본은 건축과 음악이며, 이를 보충하는 것으로서 그림과 조각과 시와 무용을 들었고, 이 모든 것을 포함하는 것이 영화이며 움직임의 조형 예술이라 하여 영화를 제7의 예술이라고 주장했다. 카뉴도는 20세기 초기부터 파리에 살면서 아폴리네르, 피캇, 스트라빈스키, 레제 같은 예술가들과 친분을 갖고 있던 사람으로, 뒤에 프랑스의 영화 이론가에게 큰 영향을 주었다. 카뉴도는 영화의 연극성을 부정함으로써 자기의 주장을 매우 분명하게 하였고, 그런 만큼 영화의 영상성(映像性)의 순수성에만 그 표현력을 제약했다고 할 수 있으며, 그가 '영화시(映畵詩)의 전도사(傳道師)'(장에프스탕)라고 불리는 까닭은 이런 데에 있다.

## 포토제니론
프랑스의 루이 델뤼크(1890-1924)는 젊은 저널리스트 문학자였으며, 카뉴도의 영향을 받고 그의 후계자로서 프랑스의 영화예술의 지도적인 위치를 차지하게 되었다. 그는 영화의 영상이 단순한 사진적인 의미를 갖는 것이 아니라, 그 유기적인 내재성을 주장하고 이것을 포토제니(photegenie)라 이름지었다. 델뤼크는 포토제니의 4가지 기본적 요소로서 '장치' '조명(빛)' '억양(抑揚)' '마스크(面)'를 들고, 이 요소들을 감독이 자유로이 선택하고 짜맞춘 창조 위에 영화의 예술성이 성립한다고 주장한다. 그는 특히 '억양'을 중요시했다. 이러한 사고방식은 마침내 영화의 #몽타주론의 발전을 가져왔다(몽타주라는 말을 영화의 테크닉의 용어로서 먼저 발견한 사람은 델뤼크였다). 델뤼크는 1920년대에 발달한 프랑스 전위 영화(아방가르드)의 이론적인 리더가 되고, 자기 자신이 <광열(狂熱)>과 그 밖의 작품을 만들었으나 애석하게도 요절(夭折)했다. 그의 이론은 프랑스에서는 레온 무시나크, 장 엡스탱, 제르메느 뒬라크, 르네 클레르 등의 전위주의 전성기의 이론가 작가들에게 계승되고 실천되어 갔으나, 미술·음악 등의 다른 예술의 전위와 특히 밀접한 결합을 보여 사일런트 영화시대의 영상주의(映像主義)의 정점을 형성하게 되었다.

## 표현주의 영화론
프랑스에서 이처럼 #몽타주론의 전제를 이루는 이론 정립이 활발해졌을 무렵, 독일에서도 사회학과 미학(美學)의 두 견지에서 영화의 예술론이 추구되고 있었다.
그 선구적인 업적은 우수한 미학자인 콘라트 폰 랑게에게서 볼 수 있으며, 랑게가 <현재와 미래의 영화>(1920)라는 대작에서 도달한 결론은 영화의 예술성에 대한 부정적인 것이었다. 예술의 일류전주의자로 유명했던 랑게는
영화는 대상(자연)을 기계적으로 재현하고 현실화할 뿐으로, 예술로서 필요한 인류전에 의한 의식적인 자기 기만성은 성립되지 않는다. 즉, 인간의 정신적인 창작활동이 개입할 여지가 없다. 영화는 그 기술적인 진보에 따라 사실적인 재현력이 높아갈수록 예술성에서 멀어진다. 움직이는 사진은 정지하고 있는 보통 사진보다도 예술성이 적고, 그림이나 조각과 동일시할 수 없으며 구경거리의 장르에 두어야 한다.

고 말했다. 그리고 영화의 예술적 표현의 가능성은 영화의 소재를 제약하여 판타지 방향에서 볼 수 있다고 말했다. 랑게의 설은 이 시점에서는 완고하고 시대에 뒤떨어진 주장이었으나, 1910년대에 독일에서 일어난 새로운 예술운동인 표현주의와 영화의 연결에 있어서 랑게가 시사한 "소재를 제약하고 판타지의 표현을 추구"하는 면에서 1920년대의 영화에 심각한 영향을 끼치는 바 있었다.
그러나 제1차 대전의 패전 후에 독일의 경제적·사회적 혼란이 표현주의를 크게 육성하는 요인을 이루고 있다는 점에서 프랑스의 영화이론에 비해 사회적이고도 실천적인 성격이 한층 강력하게 드러나 있다고 할 수 있다. 독일의 표현주의는 문학과 연극에서 영화에 미쳤으나 이론화되기 전에 <이기주의자>(1919)와 같은 걸작이 나와 있었다. 그리고 1921년에 화가 한스 리히터(Hans Richter)가 비킹 에겔링과 추상적인 화상(畵像)의 연속으로 이루어진 순수한 조형적인 실험영화를 발표하여, 급진적인 성격은 더욱 강력해졌다. 이 독일의 표현주의 영화의 이론은 당시에는 체계화되어 있지 않았으며, 그 선구자인 리히터는 후년에 이 실험은 입체주의 방향을 발전시키기 위하여 영화라는 미디엄을 필연적으로 사용하게 된 것이고, "우리는 영화 자체에는 관심이 없었다. 또 영화를 이용할 것도 생각하지 않았다. 새로운 경험이 논리적으로 필연적으로 기대하지 않은 가운데 나타났다"고 말했다.
이와 같은 독일의 새로운 영화 운동에 대하여 지크프리트 크라카워는 프랑스의 신진 영화작가들과 뜻을 모아서, 1920년대의 아방가르드 영화의 핵심을 형성하기에 이르렀다 하여 그 미학적(美學的) 분석을 다음과 같이 요약하고 있다. 이 시대의 영화의 표현력은, 스토리를 형성하기 위해서는 연극이나 문학에 멀리 미치지 못한 것이 큰 약점이었으므로 스토리를 극도로 색다른 소재로 만들든지, 혹은 전혀 스토리가 없는 순수영화를 지향했다. 이리하여 영상의 순수표현에 따른 영화언어(映畵言語)의 확대를 탐구했다. 극단적인 카메라 앵글, 짧은 쇼트의 연속으로 된 커팅 소프트 포커스 촬영, 그 밖의 새로운 용법이라든가 그로부터 심리적인 리얼리티가 추구되었다.

## 영화안
#포토제니론에서 표현주의 영화, 아방가르드 영화에 이르는 일련의 전위주의 영화의 이론적인 근거는 영상의 중요성과 움직임을 수반한 새로운 조형주의의 주장이라는 점에서 뚜렷이 밝혀져 있었으나, 한편으로는 영화속 영상의 사실성에 영상의 의미를 제1의(第一義)로 주장하는 자가 나타났다. 그 선구자가 미래파의 영향을 받은 젊은 시인으로, 러시아 혁명 후 인민위원회의 뉴스영화의 일을 보고 있던 지가 베르토프(1896-1954)였다. 베르토프는 렌즈의 절대적인 묘사력을 믿어 의심치 않던 인물이었다.
렌즈를 돌릴 곳은 현실의 중심이어야 한다. 따라서 영화는 촬영소나 배우는 필요가 없고 스토리도 시나리오에 따라 촬영해서는 안 된다. 영화의 눈(영화안, 映畵眼)이 모든 것을 창조한다.

자신이 영화의 눈이고 자신은 기계의 눈이다. 오늘부터 자신은 인간의 부동성(不動性)에서 영원히 해방되었다. 자신은 멈추지 않고 움직인다. 자신은 대상물에 다가가기도 하고 멀어지기도 한다. …… 모든 것은 영화적 기록의 개념에 포함된다. 우리가 보는 것이 영화다.

이것이 몽타주론과 다큐멘터리론의 가능성을 내포한 베르토프의 유명한 <영화안(映畵眼, 키노키)>설로서 스스로 <카메라를 가진 사나이>(1929)와 그 밖의 작품을 발표했었다. 그러나 베르토프의 이론은 영화의 리얼리즘의 추구방법에 많은 자기모순을 안고 있었다. 카메라가 아무리 대상을 충실하게 잡았다 해도 편집단계에서 선택성이 개입하면 사실(事實)은 사실(事實)일 수 없게 된다는 점이다. 베르토프가 주장하는 기계의 무감동성 그 자체조차 리얼리즘이라 할 수 있을까 하는 문제가 있으며, 그의 이론은 실제화(實際化)에 있어서 막다른 길에 봉착한 것이 당연했다.

## 몽타주론
영화이론은 몽타주론의 조직적인 추구에 따라 근본적으로 확립되었다고 할 수가 있다. 몽타주(montage)는 프랑스어로 '비등(沸騰)하다' '상승하다' '들어 올리다' '짜맞추다' '마무리하다' '결합하다'라는 뜻이 있는데, 이 시기(1920년대)의 영화에 있어서는 촬영된 필름의 단편을 '편집하는' 기술용어였다.
이때까지 써 온 바와 같이, 필름의 편집이 영화적 표현의 중요성이라는 것은 많은 이론가들에 의해 인식되기 시작했으나, 이 프랑스어에 특별한 뜻을 부여한 것은 러시아의 영화 작가와 이론가들이었다. 지가 베르토프의 '#영화안(映畵眼)' 주장이 모순에 직면하여 좌절한 것도 몽타주론의 이론에 어두웠기 때문이라 할 수 있다.
몽타주의 중요성을 조직적으로 연구한 사람은 베르토프와 같은 시대의 이론가 레프 쿨레쇼프(Lev Kuleshov)다.
필름 하나하나의 단편은 아직 영화가 아니라 그 소재에 지나지 않는다. 영화 예술은 이 필름들에게 순서를 부여했을 때에 시작된다. 이 창조적인 순서의 차이에 따라서 영화는 온갖 결과를 낳는다. 이것이 몽타주이며, 영화만이 가질 수 있는 고유한 표현방법이다.

고 하는 것이 쿨레쇼프의 사고방식의 요점이었다. 쿨레쇼프는 기성영화를 분석함으로써 몽타주의 본질을 대충 해명했으나, 베르토프와는 달리, 구성되는 쇼트는 어디까지나 소재이고 결합에 의해서만 영화의 표현이 결정된다는 점에 주장의 한계가 있었다.
쿨레쇼프의 주장은 일반적으로 '연쇄몽타주'라 불리고 있는데, 그것을 개개의 쇼트의 뜻을 지닌 진정한 몽타주론으로 전개시킨 것은 푸도프킨과 에이젠슈테인이라는 위대한 두 영화 작가이다. 푸도프킨과 에이젠슈테인의 몽타주론은 우수한 작가의 창조적 정신의 이론화로서의 영화미학(映畵美學) 클래식이었다고 할 것이다. 그러나 이 두 사람의 몽타주론은 대립된 성격을 갖고 있었다.

### 프세볼로드 푸도프킨
프세볼로드 푸도프킨(1893-1953)은 쿨레쇼프의 직접 계승자로, 영화예술의 기초는 몽타주라는 사고방식에서 출발한다. 영화의 쇼트(카메라의 회전을 중단하지 않고 촬영한 연속적인 화면의 단위. 커트와 같은 뜻)는 시에서의 단어와 같은 성격을 갖고 있어, 단어들을 짜맞추는 것처럼 쇼트의 결합에 따라 영화는 형태와 생명이 주어진다. 카메라 앞의 피사체는 아직 영화가 아니라 그 재료이다. 몽타주해야만 비로소 영화적 시간이나 영화적 공간이 영화의 리얼리티로 된다. 그러나 몽타주에 의해 영화적 시간과 공간의 리얼리티를 창조하기 위해서는 쇼트의 연속성에 대한 설계가 세워져 있지 않으면 안 된다. 여기서 푸도프킨은 "영화의 질을 결정하는 것은 무엇이 촬영되어 있는가가 아니라, 어떻게 촬영되어 있는가에 의한다"고 말한다. 푸도프킨은 영화의 예술적 표현은 몽타주를 기초로 각본과 연출에까지 거슬러 올라가지 않으면 안 된다고 한다. 그는 몽타주의 구성단위를 미시적(微視的)인 점까지 추구하여 슬로모션 촬영의 기교를 사용한 '시간의 클로즈업'에 대한 생각에까지 도달했다. 푸도프킨은 몽타주 방법론을 분석 확립했는데, 그에 따르면, 몽타주는 '대조' '병행' '유사(類似)' '동시성' '라이트 모티브'의 5가지 방법이 가장 중요한 것으로, 이 수법은 토키에 있어서도 화면과 음향처리와 표현에 적용할 수 있다고 한다.

### 세르게이 에이젠슈테인
세르게이 에이젠슈테인(1898-1949)은 영화의 표현은 변증법적인 비약으로서 달성된다는 점에서 쿨레쇼프와 푸도프킨의 연쇄설과 대조적이다. 그의 이론은 일반적으로 '상극(相剋) 몽타주'라고 불리고 있는 것이다. 에이젠슈테인의 상극 몽타주의 근거는, 몽타주는 쇼트의 연쇄가 아니라 영상의 충돌이며, 이 충돌로 주장하고 설명할 개념이 생겨난다는 것이다. 이 충돌(相剋)의 몽타주가 뜻을 갖기 위해서는 그 구성단위를 이루는 쇼트가 각각 몽타주의 세포로서 유기적인 것이 아닐 수 없다. 즉 그 세포인 쇼트 속에 상극(相剋)을 환기하는 모순이 잠재하지 않으면 안 된다. 즉, 쇼트 자체가 몽타주를 필요로 하는 성격을 내포하고 있는 것이라고 한다. 에이젠슈테인의 몽타주론은 그 뒤 음향·음성을 수반하는 토키, 색채영화의 적용으로 발전되어 갔으며, 확대 스크린과 입체영화의 기능성도 내다보았다.
| “ | 색채의 정서적인 이해와 기능은 영화 전체의 산 움직임의 실제적인 과정과 일치한 작품의 색채적인 주제(主題)의 결정에 의해 생기게 될 것이다. 색채와 소리의 절대적인 일치와 그 뜻, 소리와 특별한 정서와의 절대적 관계 등에서 피할 수 없는 법칙에 따르지 않을 수 없게 된다. 우리는 자기 자신이 요구하는 바에 따라 어떤 색채, 어떤 소리가 특정한 정서 또는 특정한 과제에 가장 적합한가를 결정하는 것이다. | ” |
|   | — 세르게이 에이젠슈테인, <영화감상(映畵感覺)> 중 <색채(色彩)와 의미(意味)>, 1943년 간행 |   |

### 벨라 블라지
이 위대한 두 실천가가 수립한 이론에 평행해서, 1920년대에서 30년대에 걸친 영화미학자의 업적에도 빼놓을 수 없는 것이 있다. 그 중에도 헝가리의 시인이며 작가인 벨라 블라지(Bela Blazs, 1884-1949)는 1924년에 발표한 <시각적인 인간> 이후, 영화미학의 창조적인 계통 수립과 뛰어난 선견지명을 보인 중요한 인물이었다. 그는 몽타주와 같이 클로즈업을 중요시하여 이 두 가지가 영화언어(映畵言語)의 가장 큰 요소라고 말했다. 블라지의 최후의 저서 <영화>는 대단히 많은 계시(啓示)를 포함한 명저이다. 블라지의 영화의 미학적 분석을 간단히 소개하기는 푸도프킨이나 에이젠슈테인의 이론 소개보다도 어렵다. 여기서는 그가 즐긴 클로즈업의 미시성(微視性)을 본받아 블라지다운 문장을 1개만 소개한다.
| “ | 몽타주는 영화의 완전히 특수한 표현 수단의 하나이다. 만일 어쩌다가 무대 위나 스튜디오 안에서 연출되는 하나의 장면이 움직임이 멎는다면, 이미 그 곳에는 실제로 아무런 움직임도 없어지고, 리듬이나 템포 같은 것은 문제가 안 된다. 그러나 촬영된 장면이 굳어 버린 듯이 움직이지 않는 것이었다 하더라도, 스크린에 나타나는 화면에는 힘찬 움직임과 변화를 보일 수가 있다. 그러한 특수한 능력을 영화는 지니고 있다. 배우는 조금도 움직이지 않더라도 그들의 시선은 카메라와 함께 어느 지점에서 다른 곳으로 옮아간다. 인물이나 물건은 움직이지 않더라도 카메라는 신경질적으로 급속히 어떤 것에서 다른 것으로 선회한다. 그리고 차례차례 섬광처럼 튀어나오는 편집, 확정된 쇼트는 격렬한 리듬으로 교체된다. 그것은 외면적인 움직임을 전혀 수반하지 않은 채 장면의 내부적 움직임을 우리에게 느끼게 한다. 전체로서의 장면은 버티고 선 커다란 기계처럼 죽음의 경직(硬直)을 보이고 있는지도 모른다. 하지만 현기증을 일으킬 듯 바삐교체되는 클로즈업은 시계의 조그만 톱니바퀴의 움직임과 같은 율동(律動)을 보인다. 우리는 움직이지 않는 인간의 눈썹의 경련이나 입가의 움직임을 본다. 이 온전한 부동(不動) 속에 극도로 긴장된 삶의 충만함을 본다. | ” |
|   | — 벨라 블라지, <영화> |   |

## 다큐멘터리 영화론
벨라 블라지와 동시대의 이론가로서는 <예술로서의 영화>의 저자인 독일의 루돌프 아른하임과 <영화의 문법>의 저자인 영국의 레이먼드 스포티스우드의 업적을 빼놓을 수 없으나, 근본적으로는 #몽타주론의 영향을 받은 것이었다.
그 중에서 영화작가에게 실제로 큰 영향을 끼친 사람으로는 영국의 폴 로다(Paul Rotha, 1907-?)가 있다. 그의 <다큐멘터리 영화>(1936)는 사일런트 말기부터 일어난 영국의 다큐멘터리 영화 활동을 이론적으로 체계화한 것이나, 그가 가장 중요시한 것은 몽타주의 기본이 되는 촬영대본(撮影臺本：콘티뉴이티)의 확립이며, 영화의 창조적인 성과는 콘티뉴이티를 세우는 단계에 있어서의 분석과 몽타주의 종합에 따라 이루어지는 것이라고 했다. 로다는 쇼트의 액추얼리트(事實性)에다 영화의 본질적인 요소를 두도록 강조하는 나머지, 성급하게도 극영화의 허구(虛構)를 배제하는 많은 모순을 보이고 있었는데, 영화의 리얼리즘이 기록성에 있다는 문제를 강력하게 내세운 점에서 2차대전 이후의 영화의 새로운 방향을 내다보고 있었다고 할 수 있다.

## 카메라 만년필설
영화의 이론은 그 뒤에도 해마다 바뀌고 발전되어 갔으나, 그 근본에 대해서는 앞서 언급한 선구자들의 주장이 수정되고 심화(深化)된 것이라 하겠으며, 제2차 대전 이후 영상에 의한 리얼리즘의 추구와 영화의 사회성에 대하여 프랑스의 앙드레 바장, 독일에서 미국으로 건너 간 지크프리트 크라카워 및 그 밖의 사람들에 의하여 더욱 탐구되었다.
한편, 1947년에 젊은 영화 작가 알렉산드르 아스트뤼크는 카메라 만년필설을 제창하여 시네마 베리테의 선행자가 되었다.
나는 이 영화의 새로운 시대를 카메라 만년필 시대라고 부른다. 그 영상은 대단히 정확한 뜻을 지니고 있다. 그것은 영화가 조금씩 시각·영상지상주의, 직접적인 삽화, 구체적인 것 등의 압제에서 해방되고, 쓰여진 언어와 같은 유창함으로 섬세한 문학의 한 형식이 됨을 뜻하고 있다. 어떤 분야도 영화에는 입장금지가 될 수 없다. 철저하게 모든 것을 빼앗긴 명상(暝想), 인간의 생산에 관한 하나의 견지(見地), 심리학, 형이상학, 여러 가지 사상, 여러 가지 정열 등이 매우 정확하게 그 영역에 속한다. 다시 말하면 우리는 세계에 관한 사상과 비전들을 오늘날 영화만이 설명할 수 있다고 할 수 있다.

또 #몽타주론의 지나침이 전형적인 영상의 결여를 초래했다 하여 오히려 종합적인 화면구성과 시야 깊은 팬포커스 묘법(描法)이 오래지 않아 시네마스코프에서 오늘의 와이드 스크린 시대를 창조하게 됐다는 앙드레 바장의 주장도 경청할 만한 것이지만 이에 대한 반론도 전개되고 있다. 그러나 오늘날 일찍이 몽타주론이 일으켰던만큼 커다란 새로운 이론은 확립되지 못했다. 아스트뤼크의 카메라 만년필설은 이론적으로 확립된 것은 아니다. 이탈리아의 네오 리얼리즘, 프랑스의 누벨바그, 영국의 프리 시네마 같은 영화의 스타일에 연결되어 있음은 부정할 수 없다. 그러나 방법론적으로나 미학적으로나 실제로는 이를 통일할 수 있을 만큼 단순한 것은 아니다. 그리고 이런 영화들이 생긴 배후에는 미학적인 문제와 동시에 영화가 전문적인 기술을 필요로 하지 않을 만큼 누구에게나 쉽게 제작될 수 있게 된 기술혁명이 존재하고 있다는 것도 빼놓을 수는 없다. 기술적인 이론은 일단 생략했으나 앞으로의 영화는 기술적인 문제를 이때까지보다도 더 무시할 수 없게 될 것이다.

## 같이 보기
- 시네마토그래피
- 디지털 시네마
- 3차원 영화
- 영화
- 영화학
- 스탠리 카벨